# Karl Samuel Schneider
Karl Samuel Schneider (ur. 22 września 1801, zm. 25 lipca 1882) – ewangelicki pastor i polityk.
W 1838 został wybrany do urzędu bielskiego pastora, w 1858 seniora śląskiego i w 1864 superintendenta morawsko-śląskiego.
W 1848 został wybrany jako jedyny protestant do Sejmu Rzeszy (Reichtag).
Jest pochowany na Starym Cmentarzu Ewangelickim w Bielsku-Białej.

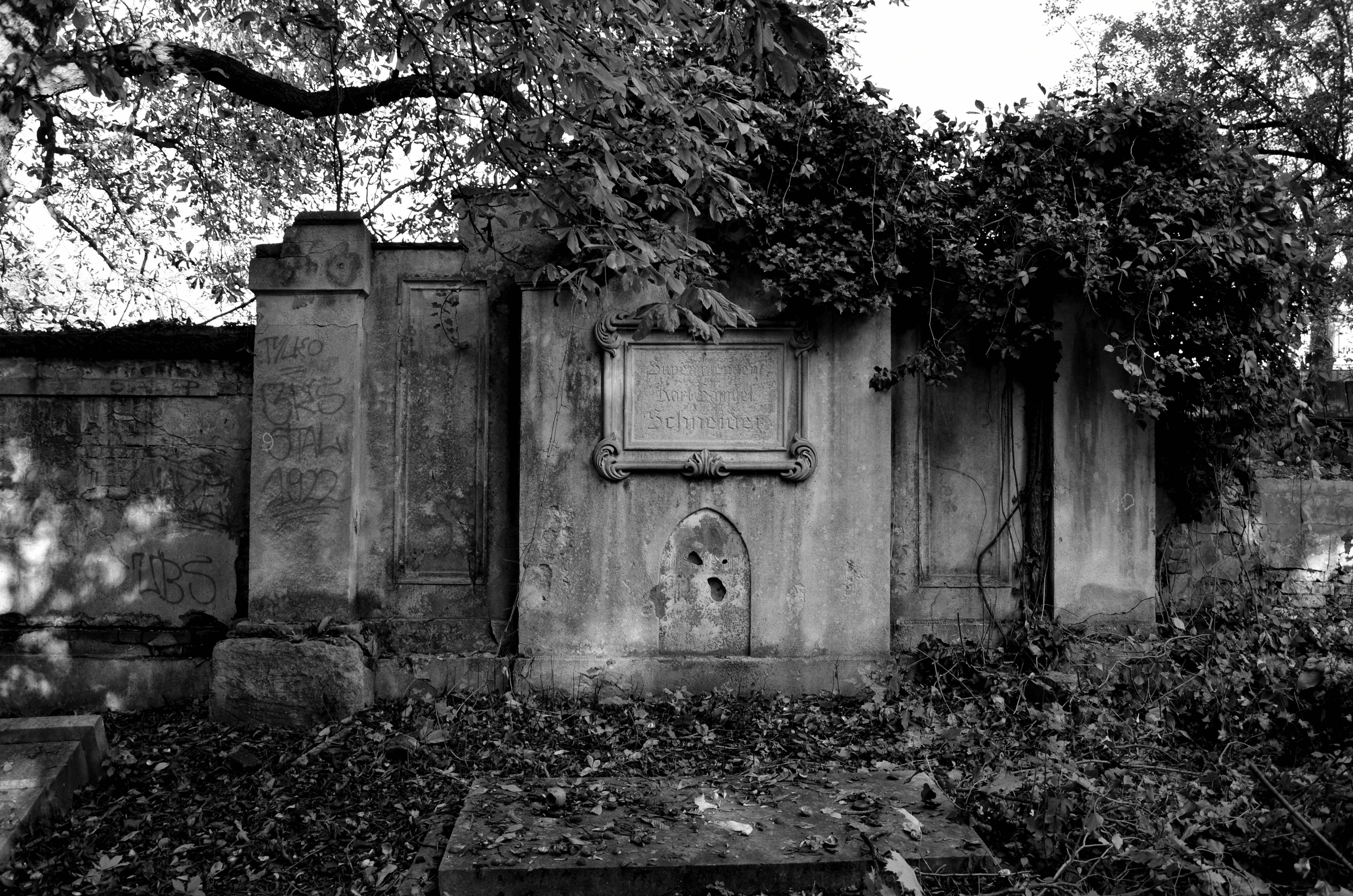
Zbezczeszczony grób Karla Schneidera na starym cmentarzu ewangelickim w Bielsku-Białej